# 2124 Nissen
2124 Nissen (1974 MK) là một tiểu hành tinh vành đai chính được phát hiện ngày 20 tháng 6 năm 1974 bởi El Leoncito Station of the Felix Aguilar Observatory. It was named in memory of Juan Jose Nissen (1901-1978), first director of the Felix Aguilar Observatory, previously director of the Cordoba Observatory và a department head ở the La Plata Observatory.